# 青山忠良
青山 忠良（あおやま ただなが）は、江戸時代後期の大名・老中。丹波国篠山藩5代藩主。官位は従四位下・因幡守、下野守。青山家宗家19代。

## 生涯
文化4年（1807年）、4代藩主・青山忠裕の四男として誕生した。天保6年（1835年）、忠裕の隠居により家督を相続した。天保8年（1837年）に寺社奉行、天保11年（1840年）大坂城代に就任した。
弘化元年（1844年）に老中に抜擢された。
弘化5年（1848年）、老中首座の阿部正弘が徳川斉昭を重用するのに反発し、旧縁であり斉昭に反目する水戸藩士の朝比奈某を焚きつけ、斉昭と親しい阿部を退けようと陰謀を企てたが、事前に計略が発覚し、忠良は逆に老中を辞任させられ、幕閣を追放された。
文久元年（1861年）、篠山春日神社に能舞台能楽殿を寄進した。翌文久2年（1862年）隠居。家督は次男の忠敏が継いだ。
元治元年（1864年）、死去。

## 略年表
- 文化4年（1807年）4月10日、江戸に生まれる。
- 文政4年（1821年）12月16日、従五位下因幡守に叙任される。
- 天保6年（1835年）閏7月16日、父忠裕の致仕により、篠山6万石を嗣封する。
- 天保7年（1836年）6月17日、奏者番となる。
- 天保8年（1837年）5月16日、寺社奉行を兼ねる。
- 天保11年（1840年）
  - 11月3日、大坂城代となり、従四位下に進む。
  - 11月9日、下野守に転じる。
- 弘化元年（1844年）12月28日、老中に任じられ、侍従に陞る。
- 嘉永元年（1848年）
  - 7月、病のために辞職を申し出る。
  - 9月3日、辞職を許可される。
- 文久2年（1862年）2月29日、致仕。
- 元治元年（1864年）11月15日、死去。享年58。品川東海寺に葬られ、大量院殿と諡す。

## 逸話
- 娘の一人は、秋田久保田藩主佐竹義堯の3人目の正室であった。この婚姻は、大名間の結婚としては当時としては珍しい見合いによるものであった。佐竹義堯は見合いの場で一度でこの娘の美貌に惚れ込み、結婚を承諾した。ところが輿入れしてきた花嫁は似ても似つかぬ醜女であった。驚いた佐竹義堯が忠良に問い合わせてみると、娘が醜いことから縁組の当てが無く、困った忠良が見合いのときに替え玉を立てていた。とはいえ大掛かりな婚礼準備の全てが進行中であり、また一度承諾した以上は婚姻するしかなく、義堯はやむなく忠良の娘を一旦正室とした。しかしわずか9日後に理由を付けて離婚したとされる。

## 系譜
- 父：青山忠裕（1768年 - 1836年）
- 母：小川氏
- 正室：内藤政峻娘
- 側室：映松院 - 千葉氏
  - 次男：青山忠敏（1834年 - 1873年）
- 側室：福亀
  - 五男：大関増徳（1839年 - 1915年） - 大関増昭の養子
- 生母不明の子女
  - 三男：成瀬正肥（1836年 - 1903年） - 成瀬正住の婿養子
  - 四男：井上正誠（1834年 - 1852年） - 井上正健の養子
  - 十男：青山忠誠（1859年 - 1887年） - 青山忠敏の養子
  - 十一男：青山忠惇
  - 女子：太田資功正室
  - 女子：銑姫 - 松平直諒継室
  - 女子：郁子 - 朽木為綱継室
  - 女子：板倉勝運正室 - のち戸沢正実継室
  - 女子：土井利与正室
  - 女子：佐竹義堯継々室

## ギャラリー

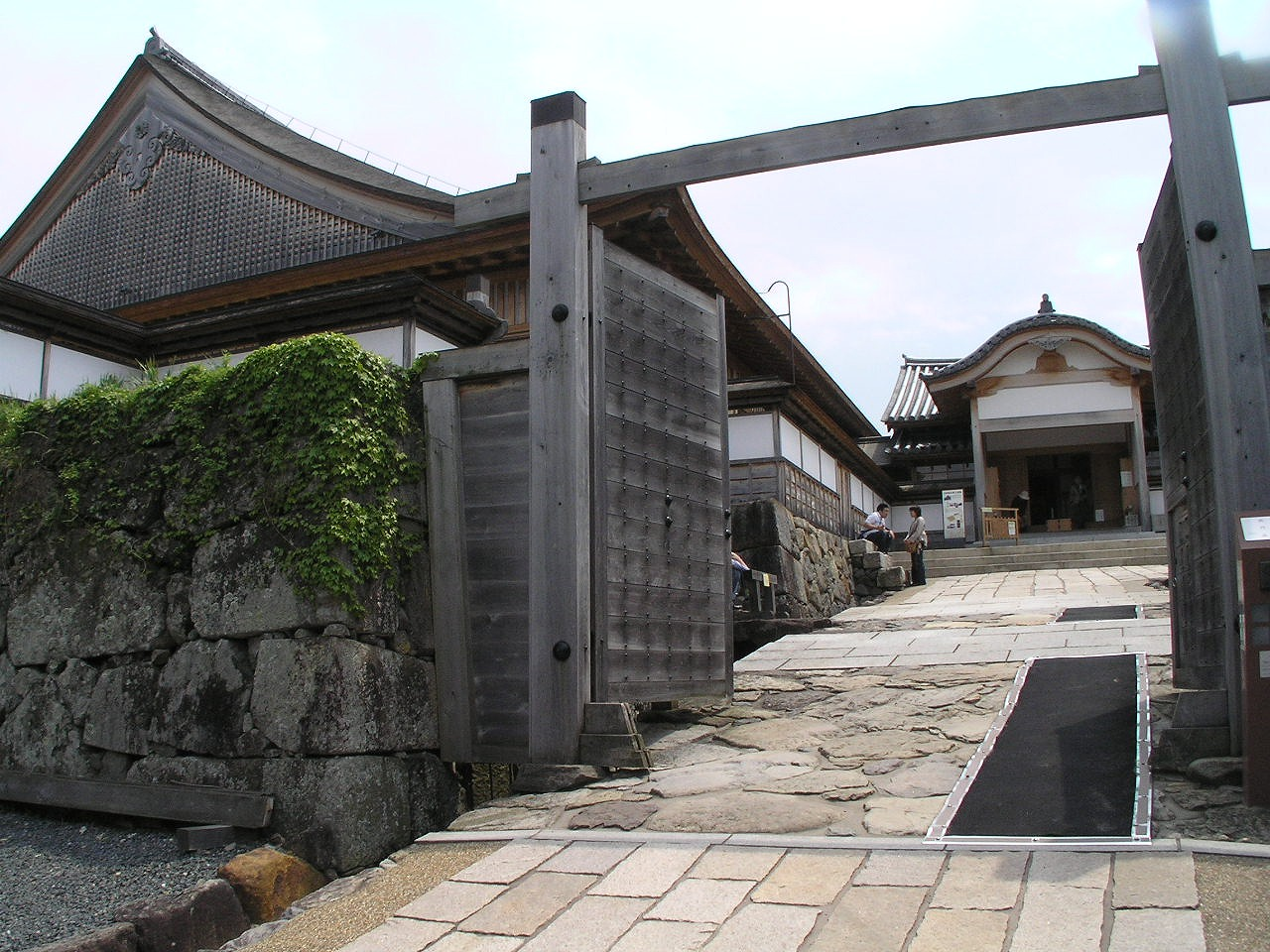
再建された篠山城
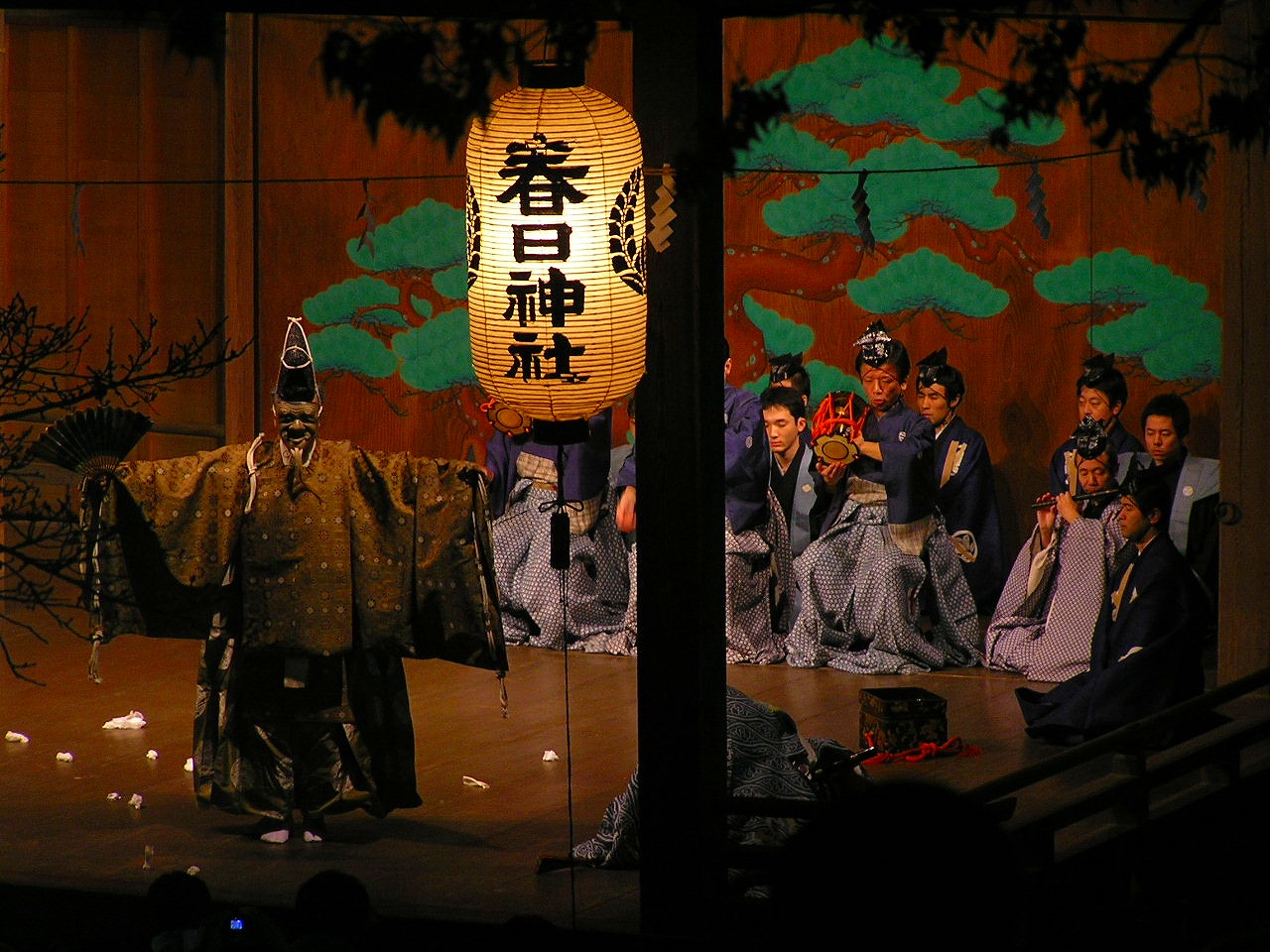
忠良が寄進した篠山春日神社能舞台能楽殿。

## 関連作品
- 江戸を斬るIV（1979年、演：戸浦六宏）
- 翔ぶが如く（1990年、演：小林勝也）